# Alfredo del Águila
Alfredo del Águila (1935. január 3. – 2018. július 26.) mexikói válogatott labdarúgó, csatár.

## Pályafutása
Karrierje során játszott a Deportivo Toluca csapatában.
A mexikói válogatottal részt vett az 1962-es világbajnokságon. A nemzeti csapatban harmincegy mérkőzésen szerepelt, melyeken két gólt szerzett, köztük egyet Csehszlovákia ellen, a vb-n.